# Endotermni proces
Endotermni proces je proces pri čijem se odvijanju troši toplina (npr. endotermne kemijske reakcije; iz tople (npr. sobne) temperature u znatno nižu). Taj proces, osim što je endoterman, može se svrstati i pod kemijsku termodinamiku.